# Ажи (коммуна)
Ажи́ (фр. Agy) — коммуна во Франции, находится в регионе Нижняя Нормандия. Департамент коммуны — Кальвадос. Входит в состав кантона Бейё. Округ коммуны — Байё.
Код INSEE коммуны — 14003.

## Население
Население коммуны на 2010 год составляло 240 человек.
| 1962 | 1968 | 1975 | 1982 | 1990 | 1999 | 2010 |
| ---- | ---- | ---- | ---- | ---- | ---- | ---- |
| 162  | 183  | 135  | 267  | 267  | 277  | 240  |

## Экономика
В 2010 году среди 184 человек трудоспособного возраста (15—64 лет) 120 были экономически активными, 64 — неактивными (показатель активности — 65,2 %, в 1999 году было 75,9 %). Из 120 активных жителей работали 114 человек (58 мужчин и 56 женщин), безработных было 6 (3 мужчин и 3 женщины). Среди 64 неактивных 16 человек были учениками или студентами, 39 — пенсионерами, 9 были неактивными по другим причинам.